# 猫和老鼠官方手游
《猫和老鼠官方手游》（Tom and Jerry: Chase），原称《猫和老鼠:欢乐互动》，是一款IP授权于华纳并由网易游戏开发兼发行的非对称竞技游戏。于2019年5月31日正式公开测试，并在Android、IOS、PC模拟器平台运营。

## 游戏玩法
游戏玩法整体类似《第五人格》，分为猫与鼠两大阵营（1只猫，4只老鼠），猫方需要保卫五块奶酪与墙缝，放飞三只老鼠即为胜利。而鼠方需要运输奶酪，破坏墙缝，逃离两只老鼠即胜利。现普通游戏有奶酪期（10分钟），墙缝期（4分钟）二阶段。游戏中的某些交互行为（例推入奶酪，放飞老鼠）可以获取经验以升级技能，增加博弈机会。另有知识卡系统，提供相当强力的数值提升。

## 成就
在2020年1月，《猫和老鼠官方手游》的累计注册用户达到一亿大关。